# تپه قلعه نلخاص بالا
تپه قلعه نلخاص بالا مربوط به دوران‌های تاریخی پس از اسلام است و در شهرستان بروجرد، بخش مرکزی، روستای نلخاص بالا واقع شده و این اثر در تاریخ ۷ آذر ۱۳۸۳ با شمارهٔ ثبت ۱۱۲۲۵ به‌عنوان یکی از آثار ملی ایران به ثبت رسیده است.